# Русско-Гвоздёвские Выселки
Русско-Гвоздёвские Выселки — село в Семилукском районе Воронежской области.
Входит в состав Медвеженского сельского поселения.

## География
Расположено село по берегам реки Трещёвка в северной части поселения. 
В селе имеется одна улица — Русская.

## История
Основано в начале XX века.

## Население
| 2010 |
| ---- |
| 11   |

В 2007 году население села составляло 13 человек.